# Leptostylopsis martinicensis
Leptostylopsis martinicensis es una especie de escarabajo longicornio del género Leptostylopsis, tribu Acanthocinini, familia Cerambycidae. Fue descrita científicamente por Villiers en 1980.

## Distribución
Se distribuye por Martinica y Santa Lucía.

## Descripción
La especie mide 6,5-10,5 milímetros de longitud. El período de vuelo ocurre en los meses de enero, febrero, marzo, abril, septiembre, octubre, noviembre y diciembre.